# Državna cesta D502
D502 je državna cesta u Hrvatskoj. Ukupna duljina iznosi 16,4 km.